# Grahorica
Grahorica (lat. Vicia, sin. Faba), veliki biljni rod dvosupnica, najvažniji u porodici mahunarki, koji je svoje sinonimno ime Faba, dao i porodici i redu.
Prvi puta ovaj rod i opisan je Linnaeus pod imenom Vicia 1753. godine, dok ga je Phillip Miller 1754 opisao pod imenom Faba. Rodu pripada preko 200 vrsta jednogodišnjeg raslinja i trajnica. U Hrvatskoj je na popisu oko 50 vrsta i podvrsta
Rodovi Ervilia i Ervum često se uključuju u njega.

## Vrste
1. Vicia abbreviata Fisch. ex Spreng.
2. Vicia acutifolia Elliott
3. Vicia afghanica Chrtková
4. Vicia aintabensis Boiss. & Hausskn. ex Boiss.
5. Vicia aktoensis Y.H.Wu
6. Vicia alpestris Steven
7. Vicia altissima Desf.
8. Vicia americana Muhl. ex Willd.
9. Vicia amoena Fisch. ex Ser.
10. Vicia amphicarpa (L.) Dorthes
11. Vicia amurensis Oett.
12. Vicia anatolica Turrill
13. Vicia andicola Kunth
14. Vicia angustepinnata Nakai
15. Vicia angustifolia L.
16. Vicia aphylla C.Sm. ex Link
17. Vicia araucana Phil.
18. Vicia argaea (P.H.Davis) Greuter
19. Vicia argentea Lapeyr.
20. Vicia armena Boiss.
21. Vicia assyriaca Boiss.
22. Vicia aucheri Jaub. & Spach
23. Vicia bakeri Ali
24. Vicia balansae Boiss.
25. Vicia basaltica Plitmann
26. Vicia benghalensis L., ljubičasta grahorica
27. Vicia benthamiana Ali
28. Vicia berteroana Phil.
29. Vicia biennis L.
30. Vicia bifolia Nakai
31. Vicia bifoliolata J.J.Rodr.
32. Vicia bijuga Gillies ex Hook. & Arn.
33. Vicia bithynica (L.) L., bitinska grahorica
34. Vicia brulloi Sciandr., Giusso, Salmeri & Miniss.
35. Vicia bungei Ohwi
36. Vicia canescens Labill.
37. Vicia cappadocica Boiss. & Balansa
38. Vicia capreolata Lowe
39. Vicia caroliniana Walter
40. Vicia cassia Boiss.
41. Vicia cassubica L., kasubijska grahorica
42. Vicia cedretorum Font Quer
43. Vicia chaetocalyx Webb & Berthel.
44. Vicia chianschanensis (P.Y.Fu & Y.A.Chen) Z.D.Xia
45. Vicia chinensis Franch.
46. Vicia chosenensis Ohwi
47. Vicia ciceroidea Boiss.
48. Vicia ciliatula Lipsky
49. Vicia coquimbensis Martic.
50. Vicia cordata Wulfen ex Hoppe
51. Vicia costata Ledeb.
52. Vicia cracca L., ptičja grahorica
53. Vicia cretica Boiss. & Heldr.
54. Vicia crocea (Desf.) B.Fedtsch.
55. Vicia cusnae Foggi & Ricceri
56. Vicia cuspidata Boiss.
57. Vicia dadianorum Sommier & Lév.
58. Vicia dalmatica A.Kern., dalmatinska grahorica
59. Vicia davisii Greuter
60. Vicia deflexa Nakai
61. Vicia dennesiana H.C.Watson
62. Vicia dichroantha Diels
63. Vicia dionysiensis Mouterde
64. Vicia disperma DC.
65. Vicia diversifolia Phil.
66. Vicia dumetorum L.,  šikarasta grahorica
67. Vicia epetiolaris Burkart
68. Vicia eriocarpa (Hausskn.) Halácsy
69. Vicia eristalioides Maxted
70. Vicia erzurumica Demirkus & Erik
71. Vicia esdraelonesis Warb. & Eig
72. Vicia faba L., bob
73. Vicia fairchildiana Maire
74. Vicia fauriei Franch.
75. Vicia fedtschenkoana V.V.Nikitin
76. Vicia ferreirensis Goyder
77. Vicia filicaulis Webb & Berthel.
78. Vicia floridana S.Watson
79. Vicia freyniana Bornm.
80. Vicia fulgens Batt.
81. Vicia galeata Boiss.
82. Vicia galilaea Plitmann & Zohary
83. Vicia garinensis Dehshiri
84. Vicia geminiflora Trautv.
85. Vicia giacominiana Segelb.
86. Vicia glabrescens (W.D.J.Koch) Heimerl
87. Vicia glareosa P.H.Davis
88. Vicia glauca C.Presl
89. Vicia graminea Sm.
90. Vicia grandiflora Scop., velecvjetna grahorica
91. Vicia hassei S.Watson
92. Vicia hatschbachii Burkart ex Vanni & D.B.Kurtz
93. Vicia hololasia Woronow
94. Vicia hulensis Plitmann
95. Vicia humilis Kunth
96. Vicia hyaeniscyamus Mouterde
97. Vicia hybrida L.,  križana grahorica
98. Vicia hyrcanica Fisch. & C.A.Mey.
99. Vicia iberica Grossh.
100. Vicia incana Gouan
101. Vicia inconspicua Phil.
102. Vicia iranica Boiss.
103. Vicia janeae Mardal.
104. Vicia japonica A.Gray
105. Vicia johannis Tamamsch.
106. Vicia jordanovii Velchev
107. Vicia kalakhensis Khattab et al.
108. Vicia kioshanica L.H.Bailey
109. Vicia koeieana Rech.f.
110. Vicia kokanica Regel & Schmalh.
111. Vicia kotschyana Boiss.
112. Vicia kulingana L.H.Bailey
113. Vicia kurdica Jalilian
114. Vicia laeta Ces.
115. Vicia lanceolata Phil.
116. Vicia larissae Prima
117. Vicia lathyroides L., mala grahorica
118. Vicia latibracteolata K.T.Fu
119. Vicia lecomtei Humbert & Maire
120. Vicia lens (L.) Coss. & Germ.
121. Vicia leucantha Biv.,  grahor bielocvjetni
122. Vicia leucomalla Bornm.
123. Vicia leucophaea Greene
124. Vicia lilacina Ledeb.
125. Vicia linearifolia Hook. & Arn.
126. Vicia lomensis J.F.Macbr.
127. Vicia ludoviciana Nutt.
128. Vicia lutea L., žuta grahorica
129. Vicia macrocarpa (Moris) Bertol.
130. Vicia macrograminea Burkart
131. Vicia magellanica Hook.f.
132. Vicia megalotropis Ledeb.
133. Vicia melanops Sibth. & Sm., grahor crnookica
134. Vicia menziesii Spreng.
135. Vicia michauxii Spreng.
136. Vicia mingyueshanensis Z.Y.Xiao & X.C.Li
137. Vicia minutiflora D.Dietr.
138. Vicia modesta Phil.
139. Vicia mollis Boiss. & Hausskn. ex Boiss.
140. Vicia monantha Retz.
141. Vicia monardii Boiss. & Reut.
142. Vicia montbretii Fisch. & C.A.Mey.
143. Vicia montenegrina Rohlena
144. Vicia montevidensis Vogel
145. Vicia mucronata Clos
146. Vicia mulleriana B.L.Turner
147. Vicia multicaulis Ledeb.
148. Vicia multijuga (Boiss.) Rech.f.
149. Vicia murbeckii Maire
150. Vicia nana Vogel
151. Vicia narbonensis L., mišja grahorica
152. Vicia nataliae U.Reifenb. & A.Reifenb.
153. Vicia nigricans Hook. & Arn.
154. Vicia nipponica Matsum.
155. Vicia nissoliana L.
156. Vicia noeana Reut. ex Boiss.
157. Vicia nummularia Hand.-Mazz.
158. Vicia ocalensis R.K.Godfrey & Kral
159. Vicia ochroleuca Ten.
160. Vicia ohwiana Hosok.
161. Vicia olchonensis (Peschkova) Nikif.
162. Vicia onobrychioides L., grahorkasta grahorica
163. Vicia oroboides Wulfen, žućkasta grahorica
164. Vicia orobus DC.
165. Vicia palaestina Boiss.
166. Vicia pallida Hook. & Arn.
167. Vicia pampicola Burkart
168. Vicia pannonica Crantz, panonska grahorica
169. Vicia parvula Ziel.
170. Vicia paucifolia Baker
171. Vicia peregrina L., strana grahorica
172. Vicia perelegans K.T.Fu
173. Vicia peruviana Vilchez
174. Vicia pinetorum Boiss. & Spruner
175. Vicia pisiformis L., žućkastobijela grahorica
176. Vicia platensis Speg.
177. Vicia popovii O.D.Nikif.
178. Vicia pseudocracca Bertol.
179. Vicia pseudoorobus Fisch. & C.A.Mey.
180. Vicia pulchella Kunth
181. Vicia pyrenaica Pourr.
182. Vicia qatmensis Gomb.
183. Vicia quadrijuga P.H.Davis
184. Vicia ramosissima Franch.
185. Vicia ramuliflora (Maxim.) Ohwi
186. Vicia raynaudii Coulot & Dobignard
187. Vicia rigidula Royle
188. Vicia sabinarum J.Gil
189. Vicia sativa L., obična grahorica
190. Vicia scandens R.P.Murray
191. Vicia segetalis Thuill.
192. Vicia semenovii (Regel & Herder) B.Fedtsch.
193. Vicia semiglabra Rupr. ex Boiss.
194. Vicia sepium L., livadna grahorica
195. Vicia sericocarpa Fenzl
196. Vicia serratifolia Jacq., pilastolisna grahorica
197. Vicia sessei G.Don
198. Vicia sessiliflora Clos
199. Vicia setifolia Kunth
200. Vicia sibthorpii Boiss.
201. Vicia sicula (Raf.) Guss.
202. Vicia sinaica Boulos
203. Vicia sosnowskyi Ekutim.
204. Vicia sparsiflora Ten.
205. Vicia splendens P.H.Davis
206. Vicia stenophylla Vogel
207. Vicia subrotunda (Maxim.) Czefr.
208. Vicia subserrata Phil.
209. Vicia subvillosa (Ledeb.) Trautv.
210. Vicia taipaica K.T.Fu
211. Vicia tenera Benth.
212. Vicia tenoi Marrero Rodr.
213. Vicia tenorei (Lamotte) Bonnier
214. Vicia tenuifolia Roth, tankolisna grahorica
215. Vicia tephrosioides Vogel
216. Vicia ternata Z.D.Xia
217. Vicia tetrantha H.W.Kung
218. Vicia tibetica Prain ex C.E.C.Fisch.
219. Vicia tigridis Mouterde
220. Vicia tsydenii Malyschev
221. Vicia unijuga A.Braun
222. Vicia uralensis Knjaz., Kulikov & E.G.Philippov
223. Vicia venosa (Willd. ex Link) Maxim.
224. Vicia venulosa Boiss. & Hohen.
225. Vicia vicina Clos
226. Vicia vicioides (Desf.) Cout.
227. Vicia villosa Roth, vlasastodlakava grahorica
228. Vicia voggenreiteriana J.Gil, R.Mesa & M.L.Gil
229. Vicia vulcanorum J.Gil, M.L.Gil, J.F.Morales & R.Mesa
230. Vicia wushanica Z.D.Xia
231. Vicia ×tikeliana Starm.

### Vrste nekad uključivane u ovaj rod
- Vicia articulata Hornem., člankovita grahorica, grahorčica, sinonim je za Ervilia articulata (Hornem.) H.Schaef., Coulot & Rabaute;
- Vicia hirsuta (L.) Gray, čupava grahorica za Ervilia hirsuta (L.) Opiz;
- Vicia ervilia (L.) Willd., leća, lećasta grahorica za Ervilia sativa Link;
- Vicia parviflora Cav.,  leča tankostruka, za Ervum gracile DC;
- Vicia sylvatica L., šumska grahorica, za Ervilia sylvatica (L.) Schur;
- Vicia tetrasperma (L.) Schreb., četverosjemena grahorica, za Ervum tetraspermum L.